# Померли в листопаді 2013
|  | Службовий список статей, створений для координації робіт з розвитку теми. Це попередження не встановлюється на інформаційні списки і глосарії. |

Це список значимих людей, що померли 2013 року, упорядкований за датою смерті. Під кожною датою перелік в алфавітному порядку за прізвищем або псевдонімом.
Смерті значимих тварин та інших біологічних форм життя також зазначаються тут.
Типовий запис містить інформацію в такій послідовності:
- Ім'я, вік, країна громадянства і рід занять (причина значимості), встановлена причина смерті і посилання.

## Листопад

### 30 листопада

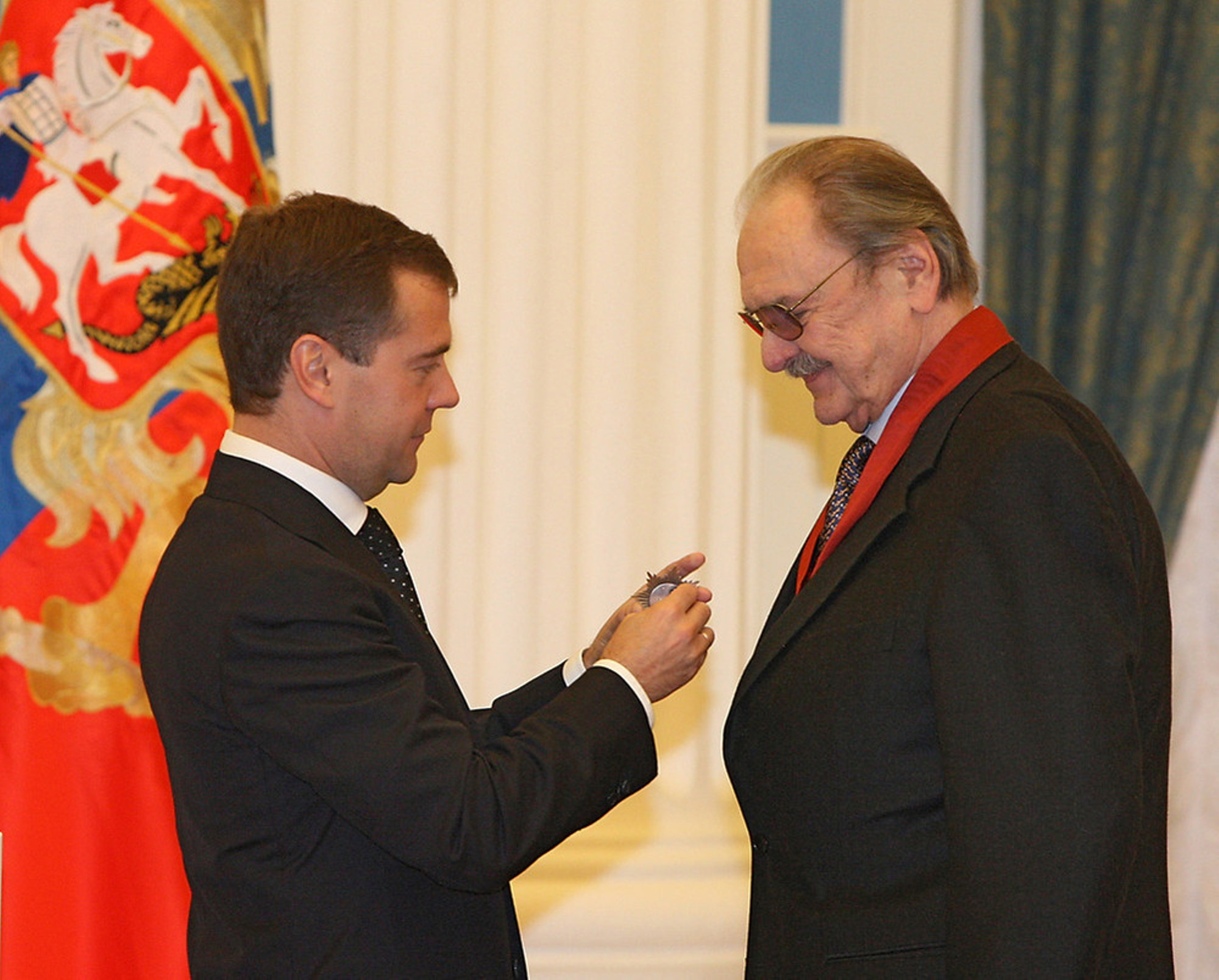
Юрій Яковлєв

- Ґонґадзе Олександра Теодорівна, 68, український громадський діяч, мати вбитого опозиційного журналіста Георгія Гонгадзе[1][2]
- Петер Граф, 75, німецький тенісист, тренер та батько тенісистки Штеффі Граф;[3]
- Джин Кент, 92, акторка кіно і телебачення Великої Британії[4]
- Доріан Ромбоні, 44, італійський мотогонщик; аварія на змаганнях[5]
- Пол Вокер, 40, американський актор; автокатастрофа[6]
- Яковлєв Юрій Васильович, 85, радянський та російський актор театру імені Є. Вахтангова та кіно, народний артист СРСР, лауреат Державної премії СРСР[7][8]

### 29 листопада

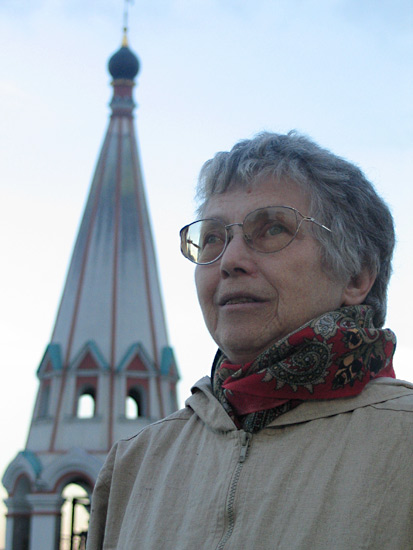
Наталія Горбаневська

- Воде-Мокряк Ніна Георгіївна, 76, радянська та молдавська актриса, народна артистка Молдови (1991)[9]
- Горбаневська Наталя Євгенівна, 77, російська поетеса, перекладачка, правозахисник, учасниця дисидентського руху у СРСР[10][11]
- Муйжніекс Валдіс Карлович, 78, радянський баскетболіст, триразовий срібний призер Олімпійських ігор, 1956, 1960, 1964)[12][13]
- Хатухов Аслан, 25, російський спортсмен, чемпіон світу з бойового самбо, чемпіон світу з панкратіону, нещасний випадок[14]
- Щербаков Олександр Олександрович, 88, льотчик-випробувач, Герой Радянського Союзу (1971)[15]

### 28 листопада
- Митя Рібічич, 94, словенський політик, голова Союзного виконавчого віча Югославії (1969–1971), Голова Президії Центрального комітету Союзу комуністів Югославії (1982–1983)[16]
- Жан-Луї Ру, 90, канадський політик, лейтенант-губернатор Квебеку (1996)[17]
- Макс Георг Фон Твіккель, 87, німецький католицький єпископ Емсланд[18]

### 27 листопада

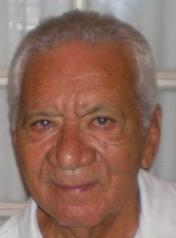
Нілтон Сантус

- Льюїс Коллінз, 67, англійський актор[19][20]
- Саликов Какімбек Саликович, 81, казахський поет, перший секретар Каракалпацького обкому КП Узбекистану (1984–1989)[21]
- Нілтон Сантус, 88, бразильський футболіст, дворазовий чемпіон світу (1958, 1962)[22][23]
- Серебренніков Євген Георгійович, 66, художній керівник ансамблю удмуртського державного театру фольклорної пісні та танцю «Айка», заслужений артист Росії[24]
- Хамідулін Рашит Луфтулович, 76, радянський, російський дипломат, Надзвичайний та Повноважний Посол[25]

### 26 листопада

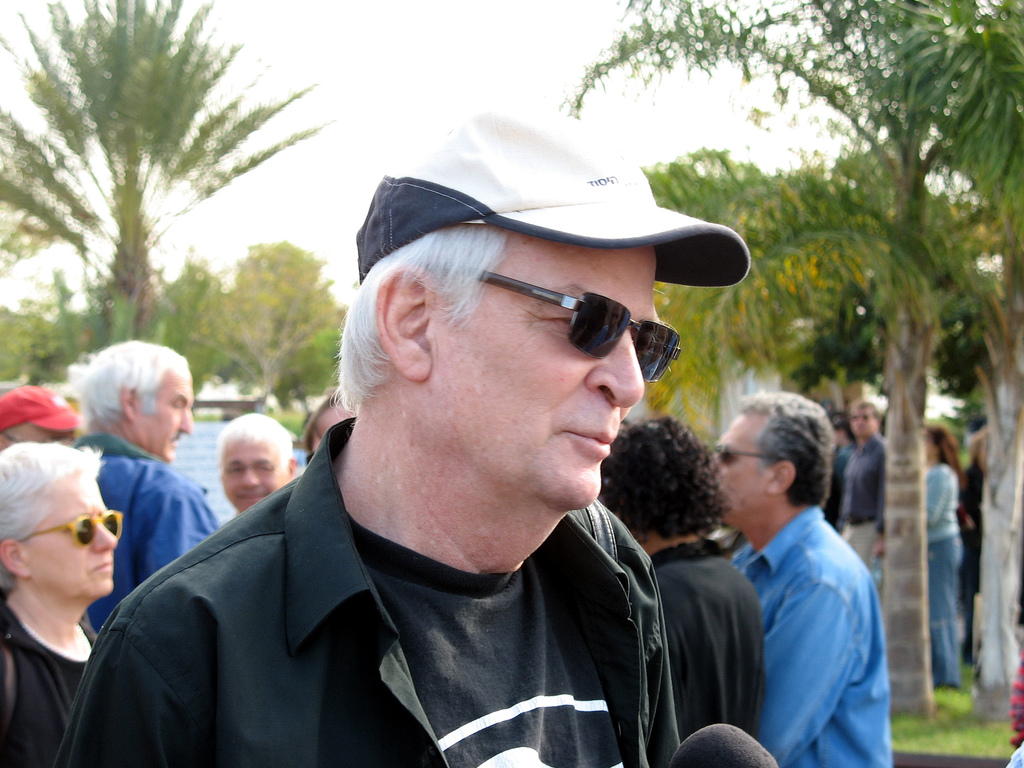
Арік Айнштейн

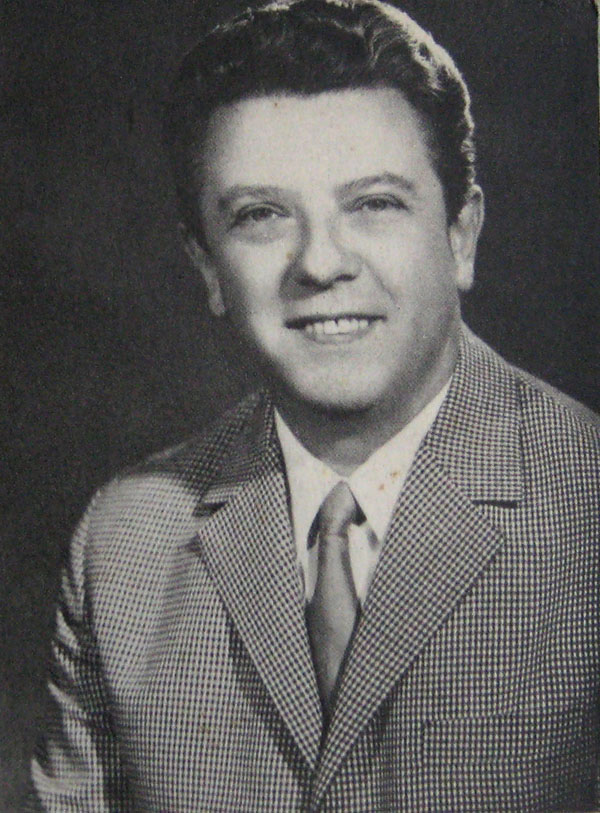
Темістокля Попа

- Арік Айнштейн, 74, ізраїльський естрадний співак, актор, автор пісенних текстів[26]
- Марчелло Гатті, 89, італійський кінооператор («Битва за Алжир», «Хроніка вогненних років», «Синьйор Робінзон»)[27][28]
- Джейн Кін, 90, американська акторка[29][30]
- Сол Лайтер[en], 89, американський фотограф[31]
- Тоні Мусанте, 77, американський актор[32][33]
- Темістокля Попа, 92, румунський композитор та музикант[34]
- Каєтано Ре, 75, парагвайський футболіст («Ельче», «Барселона», «Еспаньйол»)[35]

### 25 листопада
- Чіко Гамільтон, 92, американський джазовий музикант, лідер групи та композитор[36]
- Іванко Віра Олексіївна, 20, російська кіноакторка; нещасний випадок[37]
- Коновалова, Наталя Миколаївна, 59, російська актриса[38]
- Рікардо Форт, 45, аргентинський режисер[39]
- Білл Фоулкс, 81, англійський футболіст, захисник та капітан англійського клубу «Манчестер Юнайтед»[40]

### 24 листопада
- Акопян Андрій Степанович, 55, російський лікар-хірург, директор Республіканського центру репродукції людини[41][42]
- Амадео Амадеї, 92, італійський футболіст, нападник збірної Італії з футболу, учасник чемпіонату світу (1950)[43]
- Джабраїлов Муса Хасмагомедович, 53, віце-президент Федерації спортивної боротьби Росії[44]
- Робін Лей-Пембертон, 86, керуючий Банком Англії (1983–1993)[45]
- Матті Ранін, 87, фінський актор театру і кіно[46][47]

### 23 листопада

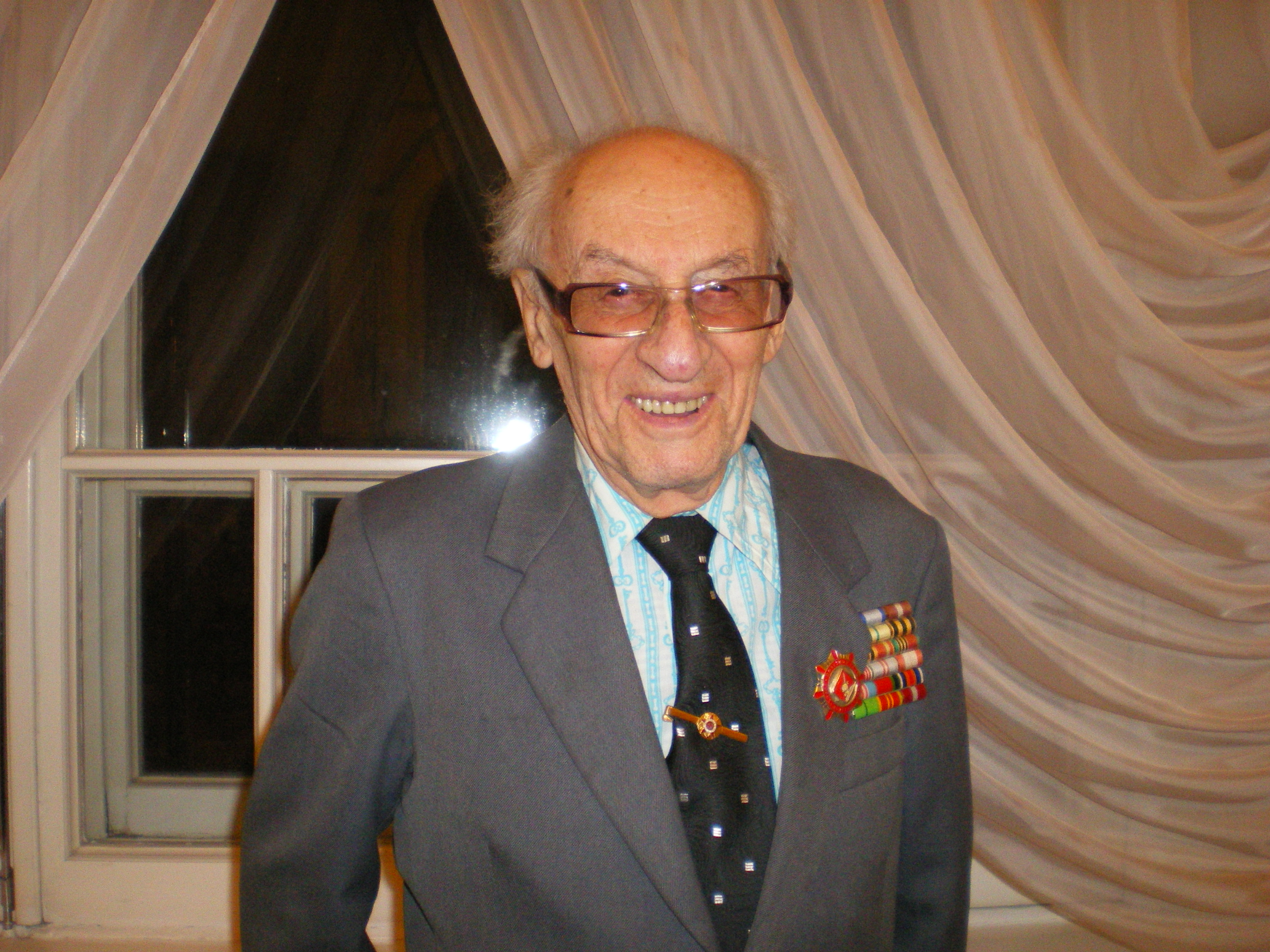
Абрам Бам

- Бам Абрам Наумович, 90, вологодський фотожурналіст, учасник Другої світової війни, почесний громадянин міста Вологди[48]
- Березняк Євген Степанович, 99, ветеран Другої Світової війни, Герой України (2001), один з рятівників міста Кракова, прототип головного героя фільму «Майор Вихор»[49][50]
- Кармішін Олександр Васильович, 101, науковий консультант Центру міцності ФГУП ЦНДІМАШ доктор технічних наук, професор, заслужений діяч науки та техніки РРФСР, двічі лауреат Державної премії СРСР[51]
- Климов Іван Володимирович, 24, триразовий чемпіон Сибіру з боксу; вбивство[52][53]
- Кондратенко Микола Ігнатович, 73, член Ради Федерації ФС РФ (2008–2013), губернатор Краснодарського краю (1997–2001)[54]
- Егон Ланський, 79, чеський політик та журналіст, заступник прем'єр-міністра (1998–1999)[55]
- Хуан Пелаес, 65, мексиканський актор[56]
- Констанцо Прево, 70, італійський марксистський філософ[57]
- Стернин Григорій Юрійович, 86, радянський та російський мистецтвознавець та художній критик, член-кореспондент РАН[58]

### 22 листопада
- Аббасгуліев Мухаммед, 48, заступник начальника Державної прикордонної служби Азербайджану, генерал-майор; інфаркт[59]
- Комаров Олександр Георгійович, 90, радянський хокеїст, чемпіон світу (1954)[60]
- Джей Леггетт, 50, американський актор та сценарист («Троє в каное»)[61][62]
- Жорж Лотнер, 87, французький режисер та сценарист («Професіонал»)[63]
- Абелардо Есторіно, 88, кубинський драматург[64][65]

### 21 листопада
- Маулана Ахмад Джан, 47, духовний лідер пакистанців, убитий[66]
- Тео Герденер, 97, південноафриканський політик, міністр внутрішніх справ ПАР (1970–1972), лідер Демократичної партії (1973–1977)[67]
- Жунусов Анарбек Бейскеновіч, 71, релігійний та громадський діяч, муфтій Сибірського Федерального округу Духовного управління мусульман Азіатської частини Росії[68]
- Фред Кавлі, 86, американський мультимільйонер та меценат норвезького походження, засновник премії Кавлі[69]
- Альдо Коппола, 73, італійський стиліст[70]
- Верн Міккелсен, 85, американський баскетболіст, чотириразовий чемпіон НБА[71]
- Мусатов Юрій Іванович, 75, російський кіно- та телеоператор, лауреат спеціального призу Академії Російського телебачення «За створення школи операторської майстерності» (2004)[72]
- Бернар Пармеджані, 86, французький композитор[73]
- Соловйова Евеліна Михайлівна, 66, заслужена артистка РРФСР[74]
- Суса, Конрад, 78, американський композитор[75]
- Черкасов Євген Євгенович, 83, радянський спортсмен, срібний призер літніх Олімпійських ігор у Мельбурні (1956) у швидкісній стрільбі з малокаліберного пістолета[76]

### 20 листопада
- Павло Бобек, 76, чеський співак[77]

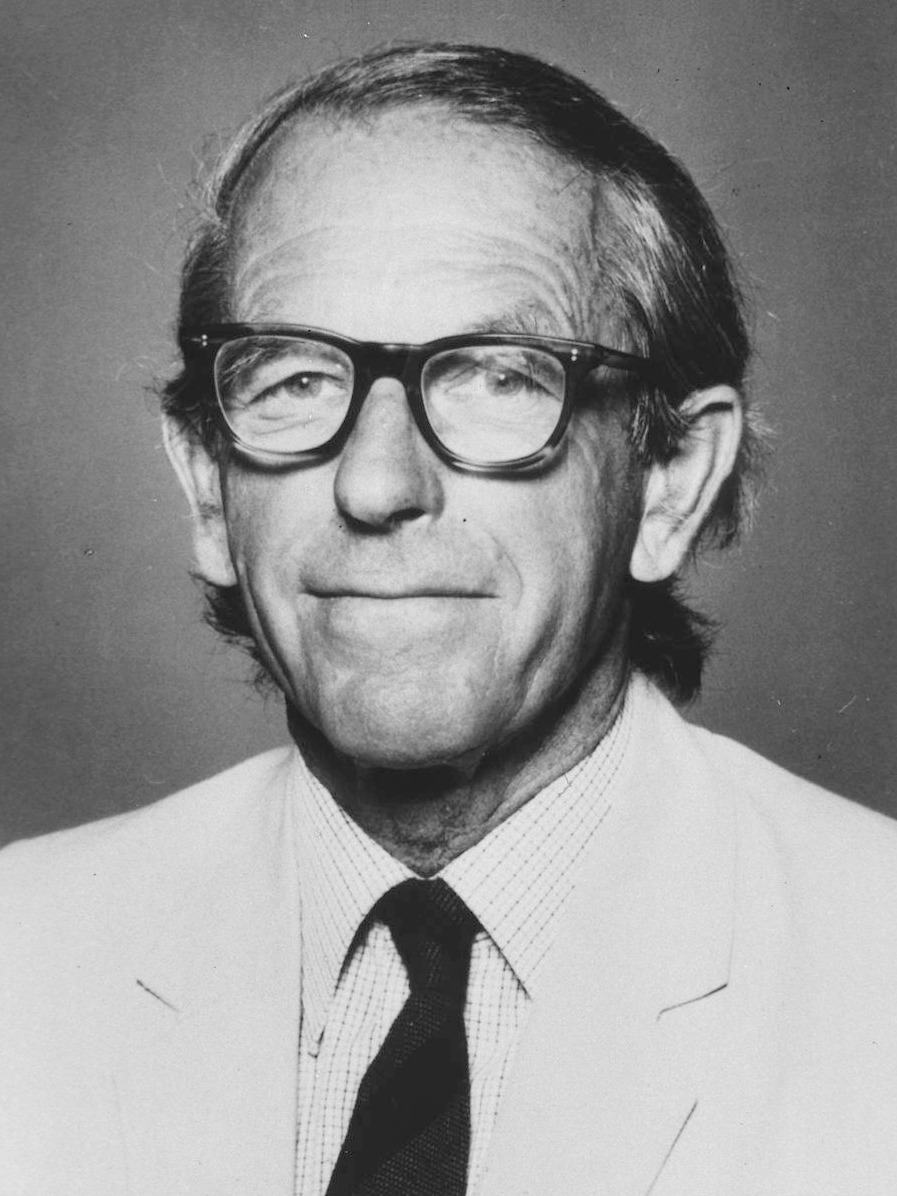
Фредерік Сенгер

- Артур Браун, 88, німецький промисловець, один з винахідників електробритви[78]
- Сільвія Браун, 77, американська письменниця, медіум та гіпнотерапевт[79]
- Мінько Олег Терентійович, 75, український художник[80]
- Касумов Мурад, 23 або 24, за іншими джерелами 28, один з лідерів дагестанського супротиву, амір Махачкали; убитий[81]
- Сокол Олдаші, 40, албанський політик, міністр громадських робіт, транспорту та телекомунікацій, ДТП[82][83]
- Теджетова Євгенія, 38, російська співачка, вокалістка групи «Салют»[84]
- Джозеф Пол Франклін, 63, американський серійний вбивця, страчений[85]
- Фредерік Сенгер, 95, англійський біохімік, автор методу секвенування нуклеїнових кислот, двічі лауреат Нобелівської премії з хімії.[86]

### 19 листопада
- Даян Міллер Дісней, 79, старша дочка мультиплікатора та кінорежисера Волта Діснея, засновниця сімейного музею Діснея[87]
- Первойкін Денис Сергійович, 27, російський кіноактор[88][89]
- Андре Філіппіні, 89, швейцарський бобслеїст, бронзовий призер зимових Олімпійських ігор в Осло (1952)[90]
- Ченчик Таїсія Пилипівна, 77, радянська легкоатлетка, бронзовий призер літніх Олімпійських ігор у Токіо (1964), переможниця та призер чемпіонату Європи зі стрибків у висоту[91]

### 18 листопада
- Деніел Вайсборт, 78, англійський поет, перекладач.[92][93]
- Любомир Врачаревич, 66, сербський майстер бойових мистецтв, засновник стилю Реальне айкідо[94]
- Данько Микола Іванович, 64, ректор Української державної академії залізничного транспорту, академік транспортної академії України, заслужений працівник транспорту[95]
- Кістлер-Рітсо Ольга, 93, засновниця музею окупацій Естонії[96]

### 17 листопада

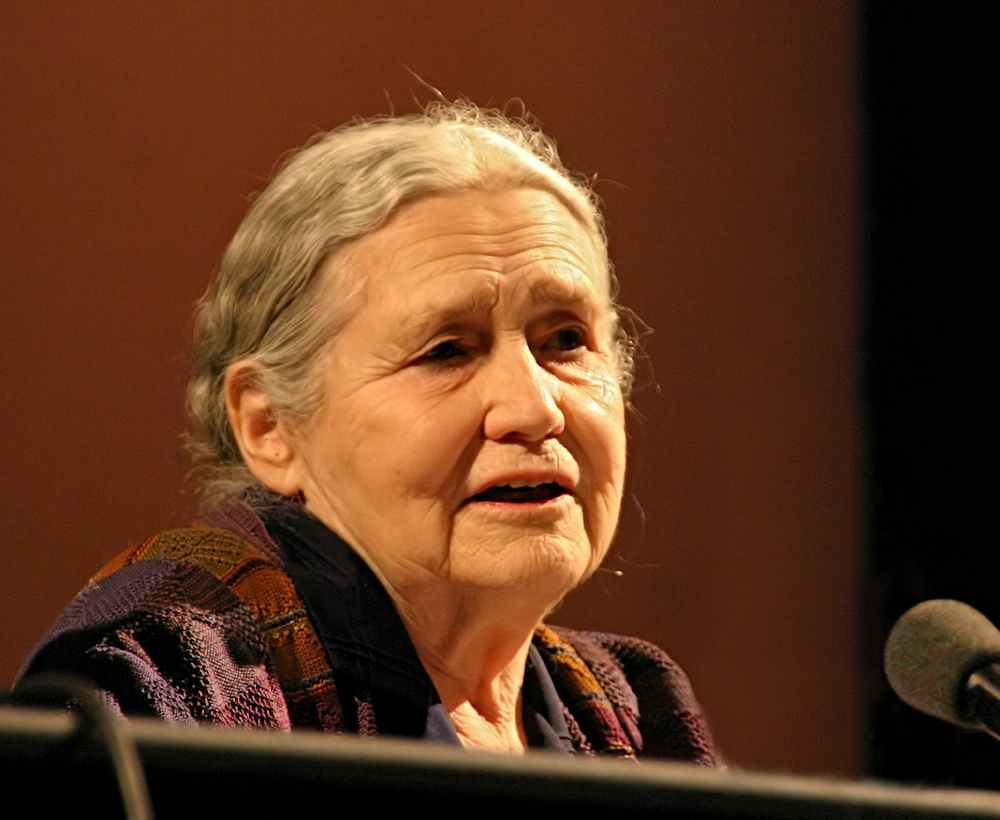
Доріс Лессінг

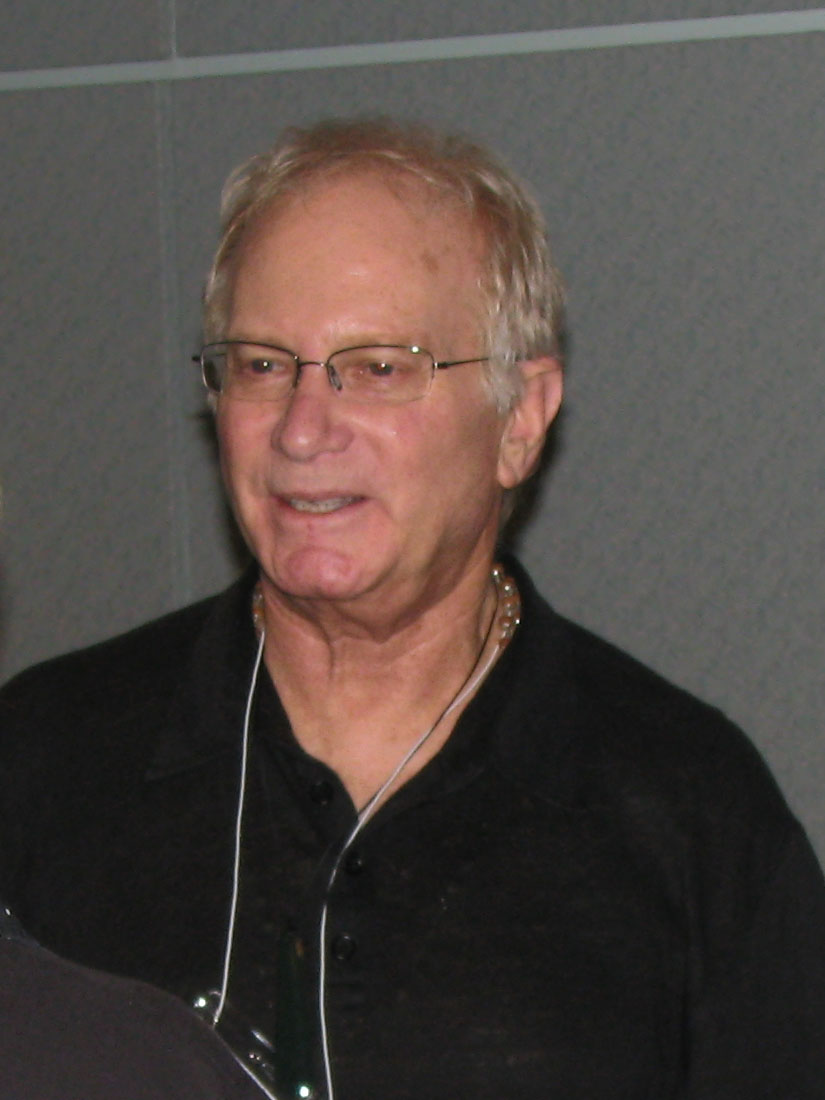
Сід Філд

- Антонов Олександр Валентинович, 56, голова управління Федеральної служби безпеки по Татарстану, генерал-лейтенант; авіакатастрофа[97]
- Тітус Жуков, 63, режисер та директор кишинівського театру ляльок «Лікурич» (Молдова), заслужений майстер мистецтв Республіки Молдова[98]
- Мішель Куант, 92, французький політик, міністр сільського господарства (1971–1972), міністр зовнішньої торгівлі (1980–1981)[99]
- Доріс Лессінг, 94, англійська письменниця, лауреат Нобелівської премії з літератури.[100]
- Мінніханов Ірек Рустамович, 24, автогонщик, дворазовий переможець чемпіонату Росії з ралі-кросу, син президента Татарстану Рустама Мінніханова; авіакатастрофа[101]
- Файнштейн-Васильєв Михайло Борисович, 60, учасник рок-групи «Акваріум»[102][103]
- Сід Філд, 77, американський письменник, автор книг із сценарної майстерності.[104]

### 16 листопада

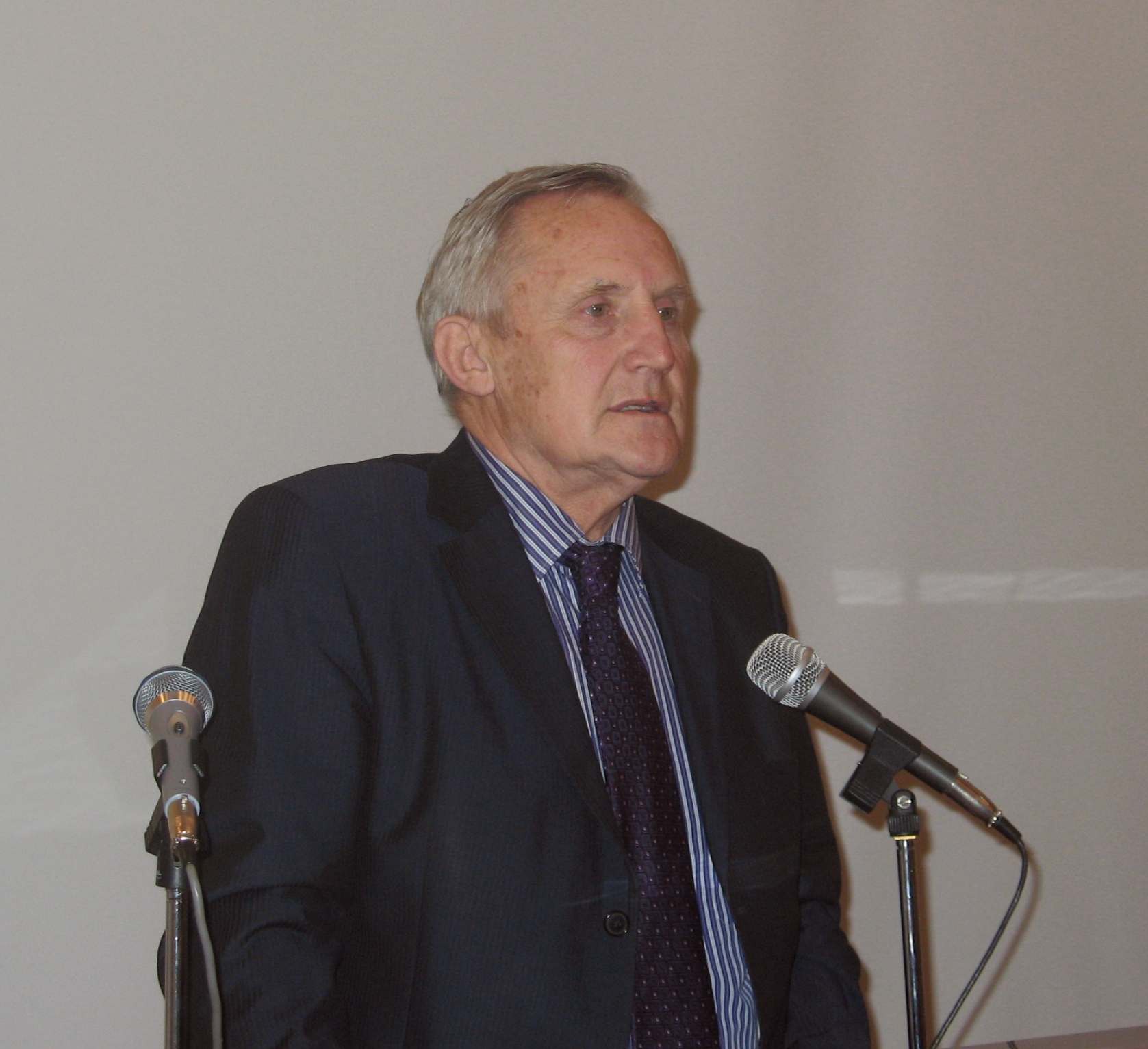
Владислав Захаревич

- Берберян Арсен, 75, архієпископ Вірменської апостольської церкви (1973–2013)[105]
- Буличова Ангеліна Олександрівна, 96, російська поетеса та журналіст[106]
- Захаревич Владислав Георгійович, 67, перший ректор Південного федерального університету (2006–2012)[107]
- Натанаїл (Калайджі), 61, єпископ Болгарської православної церкви, митрополит Неврокопський (з 1994)[108]
- Серкебаєв Єрмек Бекмухамедович, 87, радянський казахський оперний співак, баритон), педагог, народний артист СРСР, 1959), Герой Соціалістичної Праці, 1986)[109]
- Соколов Дмитро Сергійович, 21, лідер дагестанського супротиву; вбитий[110]
- Збинек Хейді, 83, чеський поет, історик, перекладач, правозахисник[111]
- Ярова Ніна Ліповна, азербайджанська та ізраїльська журналістка, лауреат Державної премії Азербайджану, основоположник азербайджанської школи російськомовної тележурналістики[112]

### 15 листопада
- Шейла Аллен, 84, американська акторка[113]
- Карла Альварес, 41, мексиканська акторка; зупинка серця[114][115]
- Рафаель дель Риєго Вільяверде, 64, іспанський футболіст[116]
- Джемісон Т. Ж., 95, американський релігійний діяч, президент Національної баптистської конвенції (1983–1994)[117]
- Раймондо Д'Інцео, 88, італійська наїзник, чемпіон літніх Олімпійських ігор у Римі (1960) по конкуру в особистій першості, дворазовий чемпіон світу (1956, 1960), неодноразовий призер чемпіонатів світу та Олімпійських ігор[118]
- Глафкос Клірідіс, 94, президент Кіпру (1974, 1993–2003)[119][120]
- Мелікджанов Борис Смбатович, 70, російський актор та театральний діяч, директор театру Олени Камбурової з 2002 р. заслужений артист РРФСР (1986)[121]
- Шутов Анатолій Олександрович, 66, заслужений артист Росії[122]

### 14 листопада

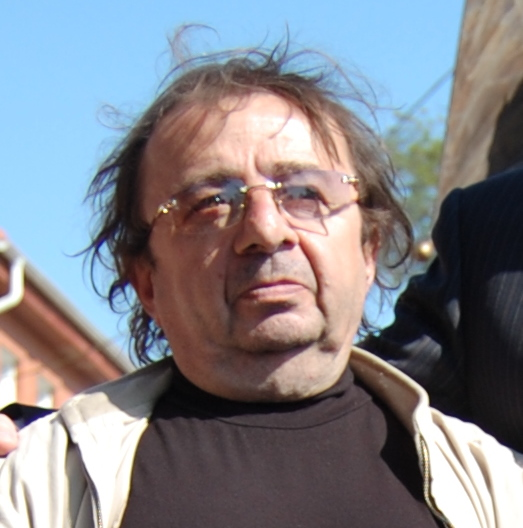
Давид Бегаль

- Джорджина Андерсон, 15, англійська співачка та гітаристка[123]
- Бегаль Давид Рубенович, 61, російський скульптор[124]
- Грейс Джонс, 113, британська довгожителька, передостанній житель Великої Британії, який народився у XIX столітті[125][126]
- Беннет Масінга, 48, південноафриканський футболіст, найкращий бомбардир чемпіонату ПАР (1990)[127]
- Сінклер, Редж, 88, канадський хокеїст («Нью-Йорк Рейнджерс»), учасник матчу всіх зірок НХЛ (1951) і матчу всіх зірок НХЛ (1952)[128]
- Полянський Едуард Олексійович, 79, російський архітектор, заслужений архітектор Росії, член-кореспондент Російської академії архітектури та будівельних наук[129]
- Спановскіс Харій, 55, латиський актор театру і кіно[130][131]
- Стосков Юрій Вікторович, 82, Народний артист РРФСР (1985)[132]
- Циглімов Семен Сергійович, 72, комбайнер радгоспу «Легостаевський» Новоселівського району Красноярського краю, Герой Соціалістичної Праці (1984); самогубство[133]

### 13 листопада
- Тьєррі Жерб'є, 48, французька біатлоніст, срібний призер чемпіонату світу в естафеті 4 × 7,5 км, бронзовий призер у командній гонці (1990)[134]
- Ніколаос Мартіс, 98, грецький політик, міністр промисловості (1958–1961), міністр у справах Північної Греції (1974–1981)[135]
- Мауро Несті, 78, італійський автогонщик, восьмикратний чемпіон Європи з підйому на пагорб[136]
- Калью Суур, 85, естонський фотограф[137]
- Аднан Хусейн — мер міста Фаллуджа, Ірак); убитий[138]

### 12 листопада

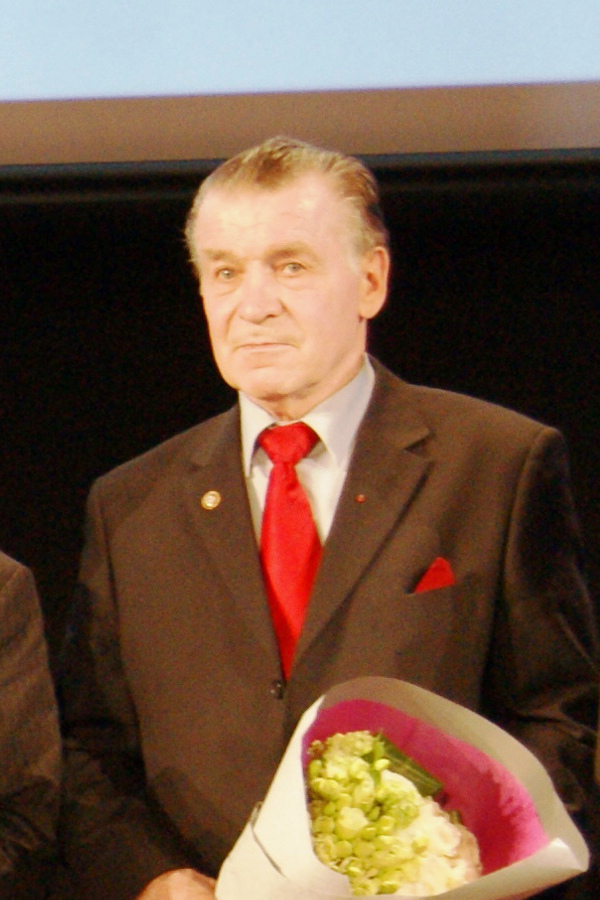
Олександр Серебров

- Баєвський Вадим Соломонович, 83, російський літературознавець, критик, педагог, публіцист, поет, історик, письменник, перекладач[139]
- Джузеппе Казарі, 91, італійський футбольний голкіпер («Аталанта», «Наполі», «Падова»), учасник Олімпійських ігор (1948) та чемпіонату світу (1950)[140]
- Аль Руссо, 89, американський актор[141][142]
- Серебров Олександр Олександрович, 69, радянський космонавт, який здійснив чотири польоти у космос, Герой Радянського Союзу (1982)[143][144][145]
- Джон Тавенер, 69, англійський композитор; синдром Марфана[146]
- Курт Трампедах, 70, данський художник та скульптор[147]

### 11 листопада
- Доменіко Бартолуччі, 96, італійський кардинал, керівник хору Сікстинської Капели (1956–1997)[148]
- Десятсков Станіслав Германович, 77, російський письменник, історик[149]
- Атілла Караосманоглу, 81-82, турецький політик, заступник прем'єр-міністра (1971)[150]
- Ширлі Мітчелл, 94, американська актриса[151][152]
- Араш Фаразманд, 28, барабанщик американської рок-групи The Yellow Dogs, убитий[153]
- Соруш Фаразманд, 27, гітарист американської рок-групи The Yellow Dogs, убитий[153]
- Стейн Гріг Галворсен, 104, норвезький театральний актор[154]

### 10 листопада
- Сафдар Рахмат Абаді, ?, заступник міністра промисловості та рудників Ірану; убитий[155]
- Маджхем Аль-Саху, 50, депутат парламенту Сирії; убитий[156]
- Хемфрі Мауд, 79, британський дипломат, заступник Генерального секретаря Співдружності націй (1993–1999)[157]
- Мельник Іван Пилипович, 91, начальник управління кадрів МВС СРСР (1983–1986), генерал-лейтенант у відставці[158]

### 9 листопада
- Саваш Ай, 59, турецький журналіст[159]
- Грошевий Юрій Михайлович, 81, український юрист, віце-президент Національної академії правових наук України, заслужений діяч науки та техніки України, доктор юридичних наук, професор[160]
- Денніс Лівсон[fi], 66, фінський продюсер, засновник Країни мумі-тролів[161]
- Полуектов Павло Петрович, 94, завідувач відділом сільського господарства Камчатського обкому КПРС (1951–1968), перший заступник голови Камчатського облвиконкому (1960–1980)[162]
- Омрі Рон, 77, ізраїльський політик, колишній депутат кнесету, рекордсмен світу за тривалістю життя зі штучним серцем[163]
- Серафима (Волошина), ?, настоятелька Іоанівського монастиря[164]
- Сигута Петро Павлович, 58, український карикатурист та видавець, голова Асоціації одеських карикатуристів, редактор, директор інформаційного агентства «ПроМедіа»[165]
- Василе Сучу, 71, румунський футбольний голкіпер («Стяуа», «Спортул»)[166]

### 8 листопада
- Крачевський Іван Якович, 92, радянський хокеїст та тренер, головний тренер омського «Шинника» (1971–1975)[167][168]
- Гаррі Сав'єр, 87, ганський політик, міністр транспорту та зв'язку (1979–1981), міністр освіти (1993–1997)[169]
- Свєшніков Валентин Васильович, 72, радянський та російський кінооператор[170]
- Циб Анатолій Федорович, 79, директор Медичного радіологічного наукового центру РАМН, академік РАМН, лауреат Державної премії СРСР[171]

### 7 листопада
- Бабашкін Олег Костянтинович, 65, радянський та російський режисер-документаліст[172]
- Герасимчук Михайло Іванович, 66, український політик, народний депутат Верховної Ради України від Комуністичної партії[173]
- Карпов Микола Іванович, 83, радянський хокеїст та тренер, заслужений тренер СРСР[174]
- Пол Манті, 82, американський актор[175][176]
- Чітта Ранджан Де Сілва — шріланкійський юрист, генеральний прокурор (2007–2008)[177]
- Ампаро Рівельєс, 88, іспанська акторка[178][179]
- Манфред Роммель, 84, німецький політик, обер-бургомістр Штутгарта (1974–1996), син Ервіна Роммеля[180]
- Крістіан Таше, 56, німецький актор[181][182]
- Щуплов Юрій Вікторович, 63, тренер жіночої молодіжної збірної Росії з волейболу, заслужений тренер РРФСР[183][184]

### 6 листопада
- Жоржі Доріа, 92, бразильський актор («Ніжна отрута»)[185][186]
- Йосеф Хариш, 90, генеральний прокурор, юридичний радник уряду Ізраїлю (1986–1993)[187]

### 5 листопада

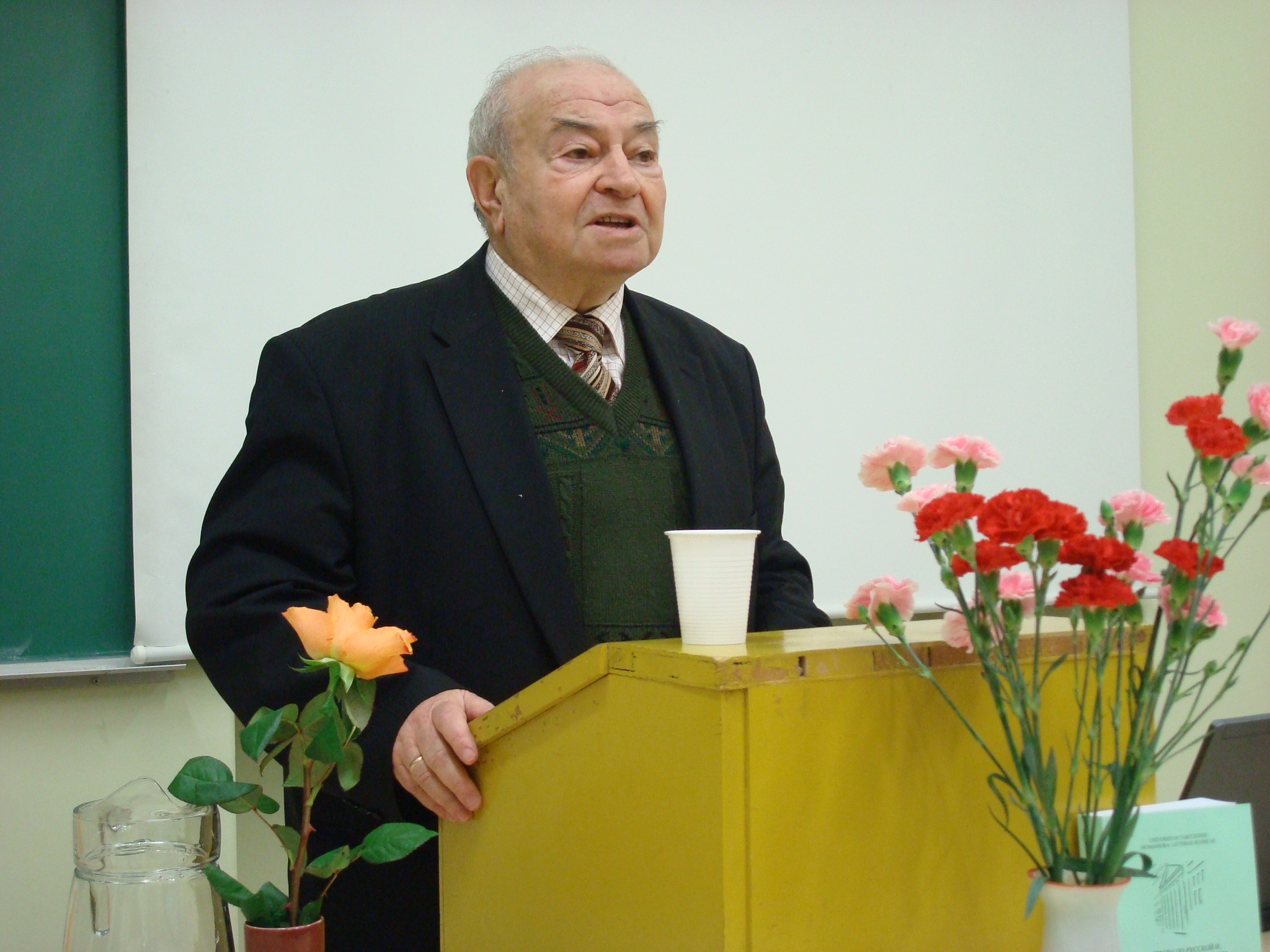
Леонід Столович

- Хабибулла Асгароладі, 81, іранський політик, міністр торгівлі (1980–1984), лідер та генеральний секретар Ісламської коаліційної партії[188]
- Дашициренова Сурена Пурбуевна, 61, оперна співачка, солістка Бурятського державного академічного театру опери та балету, заслужена артистка Росії[189]
- Хуан Карлос Калабро, 79, аргентинський актор[190][191]
- Столович Леонід Наумович, 84, радянський естонський культуролог, філософ та письменник[192]
- Тенута Хуан Мануель, 89, уругвайський актор[193][194]

### 4 листопада
- Ганс Фон Борсоди, 84, німецький актор[195][196]
- Дольник Віктор Рафаельєвіч, 75, російський орнітолог, головний науковий співробітник Зоологічного інституту РАН, доктор біологічних наук, професор. Віце-президент Російського орнітологічного товариства[197]
- Ігонін Олександр Іванович, 74, естонський художник[198]
- Мірзо Мамаджонов, 68, таджицький спортивний діяч, перший голова Федерації футболу Таджикистану (1992–2012)[199]
- Гана Млотек, 91, американський музикознавець та фольклорист, збирач єврейських народних пісень на їдиші[200]
- Порядин Борис Олександрович, 69, радянський боксер, чемпіон РРФСР з боксу (1968)[201]
- Халід Рабаданов, 35 або 36, один з ватажків дагестанського спротиву; убитий[202]

### 3 листопада
- Горбунов Леонтій Володимирович, 84, народний художник Киргизстану[203]
- Вільям Койн, 77, американський політик, член Палати представників від Пенсільванії (1981–2003)[204]
- Корбут Іван Іванович, 78, командувач Північною групою військ (1987–1989), генерал-полковник у відставці, народний депутат СРСР[205][206]
- Гаманн Кореа, 87, шріланкійський економіст та дипломат, генеральний секретар ЮНКТАД, 1974–1984)
- Ришард Краус, 49, польський футболіст, гравець Збірної Польщі з футболу[207]
- Кунієв Каміль Османович, 42, російський футбольний тренер, воротар команди «Анжи» (Махачкала) (1993–1994); автокатастрофа[208]
- Леонард Лонг, 102, австралійський художник-пейзажист, кавалер Медалі Австралії[209]
- Мусалімов Володимир Андрійович, 68, радянський боксер, бронзовий призер літніх Олімпійських ігор в Мехіко (1968)[210]
- Скурлатов Олексій Іванович, 91, радянський військовий розвідник, прототип бійця, зображеного в пам'ятнику «Альоша» у Пловдіві[211]
- Герард Цесьлік, 86, польський футболіст, триразовий чемпіон країни (1951, 1952, 1953)[212]

### 2 листопада

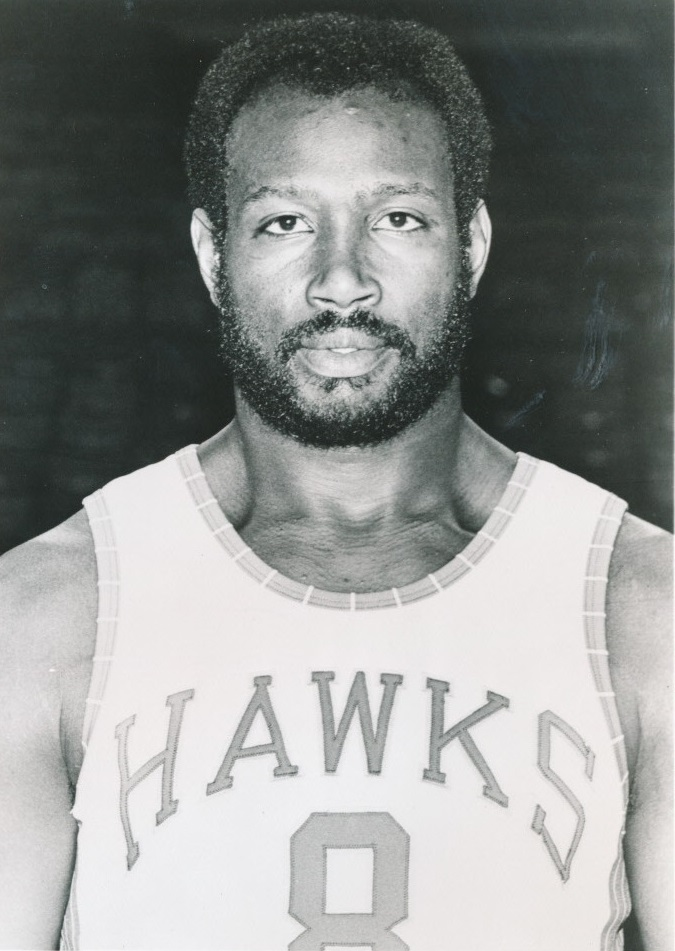
Волт Белламі

- Волт Белламі, 74, американський баскетболіст, чемпіон літніх Олімпійських ігор у Римі (1960)[213]
- Васко Джузеппе Бертеллі, 89, італійський римсько-католицький прелат, єпископ Вольтерри (1985–2000)[214]
- Клод Верлон, 58, журналіст французької радіостанції RFI, убитий на території Малі[215]
- Гіслен Дюпон, 51, журналістка французької радіостанції RFI, вбита на території Малі[215]
- Комуна Ісмаїлова, 85, узбецька акторка та співачка, народна артистка Узбекистану[216]
- Казаченко Володимир Іванович, 72, український профспілковий керівник, голова Центрального комітету Профспілки металургів та гірників України (2003–2013)[217]
- К'єлл Квале, 94, американський бізнесмен, власник Jensen Motors[218]
- Федотов Валерій Олександрович, 50, російський кіноактор (дата смерті є на сайті = Кинопланета =)
- Златко Црнковіч, 82, хорватський літературний перекладач[219]
- Йоп Еверстейн, 92, нідерландський футболіст (АДО Ден Гаг)[220]
- Йосеф Езр, 90, чехословацький баскетболіст, чемпіон Європи (1946)[221]

### 1 листопада
- Дунаєв Юрій Федорович, 70, радянський та російський театральний актор[222]
- Кравченко Віталій Семенович, 76, волейбольний тренер, колишній тренер жіночих волейбольних команд «Іскра» та Заріччя-Одинцово, заслужений тренер Росії[223]
- Хакімулла Мехсуд, 33 або 34, лідер пакистанської терористичного угруповання «Техрік е-Талібан е-Пакистан»; убитий[224]
- Бригіта Ноймайстер, 69, австрійська оперна співачка та музикознавець[225]